# Stefan I Kotroman
Stefan I Kotroman (ur. 1242, zm. 1313) – ban Bośni od 1287. Drugi syn Prijezdy I.

## Życiorys

### Młodość
W 1284 ożenił się z serbską księżniczką Jelisavetą (Elizaveta), córką króla Serbii Stefana Dragutina. Przy tej okazji król serbski zwrócił Bośni dwa okręgi: Usora i Soli. Małżeństwo to zostało zaaranżowane przez jego brata Prijezdę II, który dążył do zawarcia sojuszu z Serbią.
Jako młodszy syn nie był przeznaczony do sprawowania rządów w kraju. Sytuacja ta zmieniła się po śmierci ojca Prijezdy I, kiedy rządy przejął jego starszy brat Prijezda II, który powołał go na współrządcę i nadał mu część kraju. Sytuacja ta utrzymała się do 1290 r., kiedy zmarł Prijezda II i Stefan Kotroman został jedynowładcą.

### Początki rządów
Na okres jego rządów przypadła wojna sukcesyjna na Węgrzech po śmierci króla Władysława IV Kumańczyka w 1290. Tron przejął ostatni z dynastii Arpadów Andrzej III, jednak Węgry w tym czasie pogrążały się w anarchii, zaś sam władca nie był na tyle silną osobowością aby przeciwstawić się rosnącej decentralizacji państwa. Zmarł w 1301. W tym czasie wykorzystując słabość władzy centralnej na Węgrzech, ban chorwacki Pavao I Šubić Bribirski rozpoczął podbój Bośni, od której udał mu się oderwać w 1299 ziemie położone nad Morzem Adriatyckim i rzekami: Drawą i Driną. Przyjął tytuł Dominus Bosniae (bana Bośni).

### Wojna domowa w Bośni
Oderwanie części kraju przez banów chorwackich doprowadził do wybuchu wojny domowej, w której cześć lokalnej szlachty popierało prawowitego bana Stefana Kotromana, inni zaś uzurpującego sobie ten tytuł Pavao Šubicia. Ostatecznie została ona zakończona w 1305 uznaniem przez Stefana Kotromana zwierzchnictwa bana chorwackiego, który ogłosił się „Panem (Banem) Całej Bośni” (łac. totius Bosniae dominus).

### Koniec panowania
Stefan Kotroman zmarł w 1313.